# El Carmen (comuna)
El Carmen es una comuna chilena de la Provincia de Diguillín, en la Región de Ñuble, en la zona central de Chile. Su capital es la localidad de El Carmen. Limita por el noreste y al este con la comuna de Pinto, al sur con Pemuco, al norte y noroeste con San Ignacio y al oeste con Bulnes. Se localiza en la precordillera de la región, entre la Cordillera de los Andes y la depresión intermedia. Contiene 664,3 km², Está emplazada en las coordenadas geográficas 36°53′51.58″ S  72°1′30.46″ O.
Es parte del Distrito Electoral N° 19 y pertenece a la 16.ª Circunscripción Senatorial (Biobío Cordillera) y forma parte del territorio Laja-Diguillín.

## Historia

### Asentamientos
Primitivamente, esta zona fue habitada por tribus de la etnia Picunche, pobladores de la zona pre cordillerana de la región, de “Pikun”, norte y “che”, gente. Habitaban la zona comprendida entre el río Choapa, por el norte, hasta las riberas del Itata en el sur. Componían un pueblo agricultor cuya base de alimentación era el maíz, se caracterizó por ser horticultor, sedentario y organizado en comunidad. De esta época quedan muy pocos vestigios, excepto, por restos pétreos de piedras horadadas y algunos otros utensilios similares. (Olmedo, 1996).

### Formación
El registro histórico presenta numerosos vacíos, con períodos importantes de los cuales no se conservan antecedentes documentales. Martínez (2003), señala que el origen de esta localidad no tiene antecedentes escritos. Manifiesta también que solo estimaciones la remontan al año 1853: “En el año 1953 aparece un documento que sitúa sus inicios a mediados del siglo XIX, pero testimonios orales transmitidos por generaciones señalan que ya en 1825 había gente avecindada aquí conformando un pequeño caserío. Ya habría empezado a tomar forma de asentamiento poblacional en el año 1819, en los terrenos de don Candelario Cuevas, que según dichos locales habría denominado al villorrio con el nombre de su esposa, Carmen” (Martínez, 2003).
La aparición de la administración político-administrativa se da con la instalación o fundación de la Municipalidad de El Carmen, un 6 de mayo de 1894, pero no sería hasta el año 1900 en que se recibiera por parte del Estado el reconocimiento otorgado como “Villa del Pal Pal” (según el Diccionario Geográfico de la República de Chile (1899) de Francisco Solano Asta-Buruaga y Cienfuegos, el nombre es duplicación de pal, estaca para cavar), por tener esta localidad su asentamiento eclesial y político-administrativo en parte del territorio de la que fuera entonces la unidad productiva de la zona, como lo era la Hacienda del Pal Pal, de propiedad de don Simón Riquelme de la Barrera y Goycochea, abuelo paterno del Padre de la Patria.
De acuerdo con lo descrito por Espinoza (1897), “el departamento de Yungay está compuesta por tres comunas, Yungay, Pemuco y El Carmen… que tiene 522 habitantes y dista 38 km. al norte de Yungay…”.
En sesión Municipal del 10 de mayo de 1903, se informa que en la publicación denominada “Geografía Descriptiva de la República de Chile” de Enrique Espinoza y recién editada, se incluye un Mapa de la Provincia de Ñuble con sus límites establecidos a la época y una descripción del Departamento de Yungay y la Villa de El Carmen, donde se incluyen los asentamientos rurales cercanos dependientes del Municipio. En dicha publicación se describen los límites del Departamento de Yungay que incluye las Subdelegaciones de Yungay, Pedregal, Cholguan, San Antonio, Trilaleo, Dañicalqui, Laureles, Pemuco, Palpal, Rebrun, El Carmen y San Vicente. Y las Municipalidades o comunas de Yungay, Pemuco y El Carmen.
También se estableció que la Comuna de El Carmen dependen administrativamente las subdelegaciones de Palpal, El Carmen y San Vicente, estableciéndose que también existen asentamientos rurales de menor extensión producto de antiguos fundos rústicos como Atacalco, El Ciprés, San Vicente Alto y Bajo, Los Riscos, Rinconada, El Zarzal, San Isidro, Los Puquios, Lo Franco, Pangalillo, Temucotillo, Loma Blanca, Navidad, Trehualemu, Capilla Norte y Sur, Chamizal, Las Hormigas y Zapallar entre otros.
Según se indica, no existe una certeza absoluta respecto de la fecha de su fundación, sino que los datos que se manejan se basan en los documentos más antiguos encontrados.
El hecho de que el inicio de las diligencias vecinales destinadas a tener una instalación permanente para realizar las ceremonias religiosas data del año 1865, es un claro antecedente de la ciudad, puesto que muestra que había una incipiente concentración de población.

## Medio ambiente

### Geomorfología y componentes abióticos

Trazado simplificado de los ecosistemas y cuerpos de agua presentes en la comuna de El Carmen.

La comuna de El Carmen se encuentra emplazada en las unidades geomorfológicas de Llano central fluvio-glacio-volcánico y Precordillera; y presenta según la clasificación climática de Köppen clima mediterráneo de lluvia invernal (Csb) y clima mediterráneo de lluvia invernal de altura (Csb (h)). Esta además se halla en la cuenca hidrográfica de río Itata. Además, la comuna posee diversos cuerpos de agua, entre los que se destacan el río Diguillín, el estero Temuco, estero Las Raíces y el estero Las Corontas.

### Componentes bióticos
Dentro del territorio de la comuna se pueden hallar los siguientes ecosistemas:
- Bosque caducifolio mediterráneo donde predominan Nothofagus obliqua y Persea lingue (En peligro crítico)
- Bosque caducifolio mediterráneo interior donde predominan Nothofagus obliqua y Cryptocarya alba (En peligro crítico)
- Bosque caducifolio mediterráneo-templado andino donde predominan Nothofagus alpina y Nothofagus obliqua (Vulnerable)
- Bosque caducifolio mediterráneo-templado andino donde predominan Austrocedrus chilensis y Nothofagus obliqua (Vulnerable)
- Bosque caducifolio mediterráneo-templado andino donde predominan Nothofagus pumilio y Nothofagus obliqua (Vulnerable)
- Bosque caducifolio templado andino donde predominan Nothofagus pumilio y Azara alpina (Vulnerable)
- Bosque esclerófilo psamófilo mediterráneo interior donde predominan Quillaja saponaria y Fabiana imbricata (En peligro crítico)

### Medidas de protección ambiental y conflictos socioambientales
Hasta 2022, la comuna de El Carmen cuenta con una área territorial destinada a la protección ambiental:
- Corredor Nevados de Chillán - Laguna del Laja (Reserva Biósfera)[12]

## Demografía

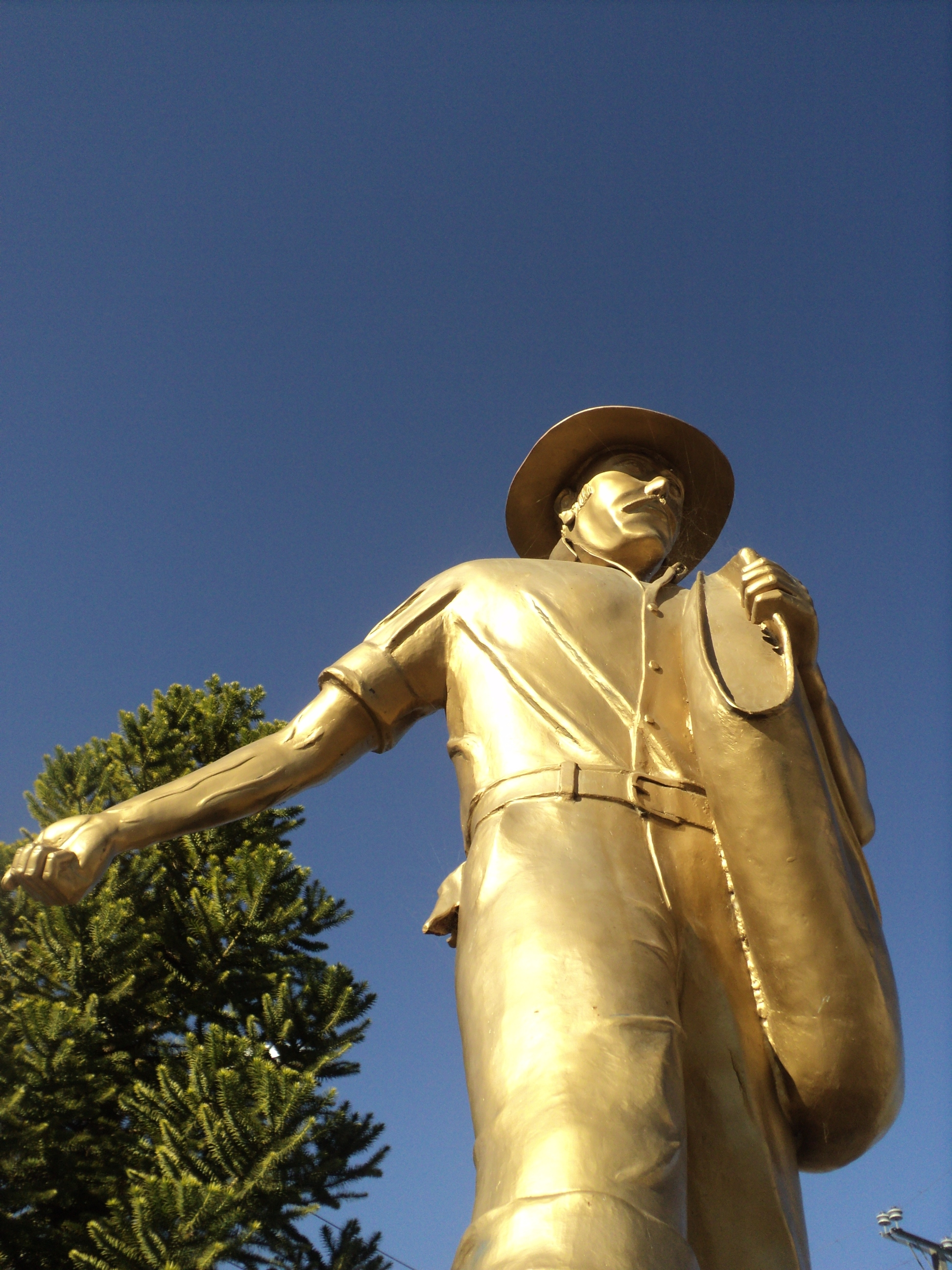
"Monumento al Sembrador" es el nombre de la representativa figura que simboliza a los residentes de El Carmen, cuya principal producción y fuente de sobrevivencia por largos años ha sido a través de la agricultura.

En el censo de 2017, la comuna de El Carmen tenía una población de 12 044 habitantes y una densidad poblacional de 18,1 hab/km². La totalidad de la población urbana se encuentra en el pueblo de El Carmen, centro administrativo de la comuna.

### Localidades
Localidades con sus respectivos habitantes correspondientes al Censo de 2002:
- El Carmen, capital comunal, 4426 habitantes.
- Zapallar-Pedregal, 173 habitantes.
- Calle Dávila, 90 habitantes.
- Castañal, 59 habitantes.
- San Lorenzo, 46 habitantes.
- Chamizal
- Trehualemu
- Navidad
- Los Puquios
- Capilla Norte
- Capilla Sur
- Huemul
- San Vicente
- Maipo Arriba
- Maipo Abajo
- Mata Redonda
- Los Riscos
- Las Hormigas
- Puente Urrutia
- Santa Margarita
- Maturana
- Lo Vergara
- San José
- Atacalco
- Rinconada del Digullín
- Los Naranjos
- San Isidro
- Rinconada Badillo

## Administración

### Municipalidad

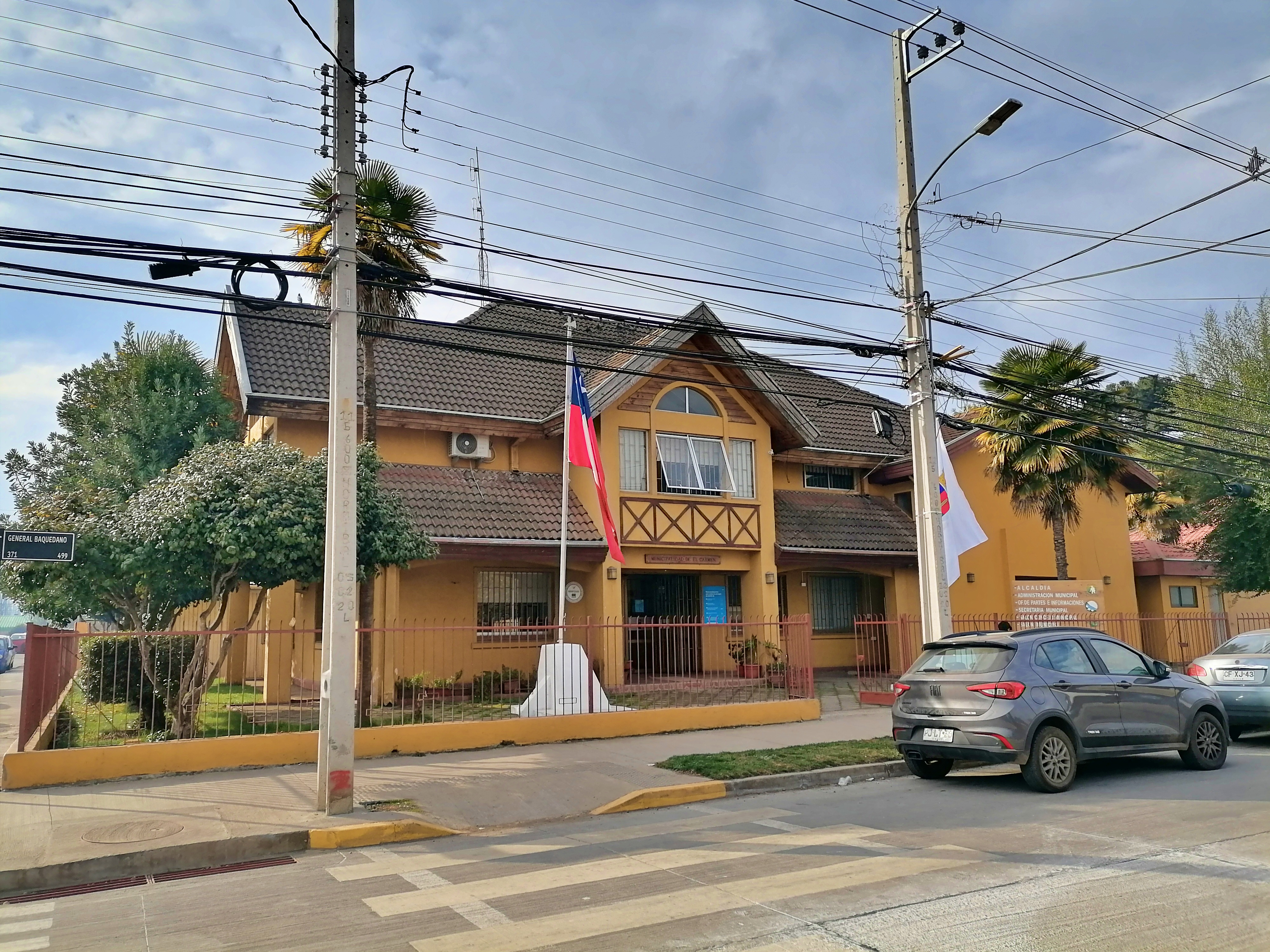
Casa Consistorial de El Carmen

La Municipalidad de El Carmen es dirigida por el alcalde Renán Cabezas Arroyo (RN) y los concejales:
- Paz Salazar Feris (IND-RN)
- Marcelo Rubilar Soto (PS)
- Benjamín Garrido Troncoso (PS)
- Gustavo Concha Rubilar (UDI)
- Luis Martínez Saldías (IND-UDI)
- Hugo Lagos Mardones (IND-DC)

### Representación parlamentaria
Es representada en la Cámara de Diputados del Congreso Nacional por Cristóbal Martínez (UDI), Frank Sauerbaum (RN), Marta Bravo (UDI), Felipe Camaño (Ind-PDC) y Sara Concha (Ind-RN). A su vez, es representada en el Senado por Loreto Carvajal (PPD) y Gustavo Sanhueza (UDI).

## Economía
En 2018, la cantidad de empresas registradas en El Carmen fue de 167. El Índice de Complejidad Económica (ECI) en el mismo año fue de -0,59, mientras que las actividades económicas con mayor índice de Ventaja Comparativa Revelada (RCA) fueron Cultivo de Avena (113,29), Actividades de Radio (66,08) y Comercio por Menor de Juguetes (64,9).

## Medios de comunicación

### Radioemisoras
FM
- 97.3 MHz - Radio Cómplices
- 106.3 MHz - Radio Catalina

## Personas destacadas
- Juvenal Hernández Jaque, rector de la Universidad de Chile entre 1933 y 1953.
- Héctor Gaete Feres, rector de la Universidad del Bío-Bío entre 2006 y 2018. "Hijo Ilustre de El Carmen" desde el 16 de julio de 2006.
- Orlando Sandoval Vargas, exministro, exdiputado y exalcalde.
- Nelson Villagra Garrido, actor.